# Ungersk skräppa
Ungersk skräppa (Rumex stenophyllus) är en slideväxtart som beskrevs av Carl Friedrich von Ledebour. Ungersk skräppa ingår i släktet skräppor, och familjen slideväxter. Arten förekommer tillfälligt i Sverige, men reproducerar sig inte. Inga underarter finns listade i Catalogue of Life.